# Domsjö kyrka
Domsjö kyrka är en kyrkobyggnad som tillhör Domsjö församling i Härnösands stift. Kyrkan ligger i tätorten Domsjö i Örnsköldsviks kommun.

## Kyrkobyggnaden
Kyrkobyggnaden, som är en gåva av Mo och Domsjö AB, uppfördes 1966 efter ritningar av arkitekt Hakon Ahlberg. Tredje söndagen i advent 1966 invigdes kyrkan av biskop Ruben Josefson.
Kyrkorummet har ljusinsläpp genom en fönsterrad strax under taket. Till sin form med huvudskepp och lägre sidoskepp påminner kyrkorummet om de fornkristna basilikorna. I våningen under kyrkorummet finns en brudkammare.

## Inventarier
- Orgeln med 13 stämmor är byggd av Grönlunds Orgelbyggeri i Gammelstad.
- I kyrktornet hänger kyrkklockor gjutna av Bergholtz klockgjuteri i Sigtuna.

### Webbkällor
- Själevad-Mo-Björna kyrkliga samfällighet

### Fotnoter
1. ↑  ”Domsjö-Hållängets distrikts kyrkor”. Svenska kyrkan. https://www.svenskakyrkan.se/sjalevad/domsjo-hallangets-distrikts-kyrkor. Läst 16 oktober 2017.